# سیارک ۱۸۷۸۷
سیارک ۱۸۷۸۷ (به انگلیسی: 18787 Kathermann، نامگذاری:1999JV53) هجده هزار و هفتصد و هشتاد و هفتمین سیارک کشف شده‌است که در ۱۰ مه ۱۹۹۹ کشف شد.
قدر مطلق سیارک برابر ۱۴.۱ است.